# Nguyễn Văn Danh (chính khách)
Nguyễn Văn Danh (sinh ngày 15 tháng 5 năm 1962) là một chính trị gia người Việt Nam. Ông hiện là Ủy viên Trung ương Đảng khóa XIII, Trưởng Đoàn đại biểu Quốc hội Việt Nam khóa XV, Bí thư Tỉnh ủy Tiền Giang. Ông là đại biểu Quốc hội Việt Nam khóa XV nhiệm kì 2021-2026, thuộc đoàn đại biểu Quốc hội tỉnh Tiền Giang.

## Xuất thân
Ông sinh ngày 15 tháng 5 năm 1962 tại xã Long An, huyện Châu Thành, tỉnh Mỹ Tho (nay thuộc thành phố Mỹ Tho, tỉnh Tiền Giang.)

## Giáo dục
Ông có trình độ chuyên môn cử nhân luật hành chính, Cử nhân Chính trị, Trung cấp Kế toán.
Ông có bằng cao cấp lí luận chính trị.

## Sự nghiệp
Ông từng là Đại biểu Hội đồng nhân dân tỉnh Tiền Giang khóa 7, khóa 8.
Ông Danh từng giữ chức Phó Bí thư Thường trực Tỉnh ủy khóa 9, Chủ tịch Hội đồng nhân dân tỉnh Tiền Giang khóa 8 (2011-2016)..
Chiều ngày 23 tháng 7 năm 2010, tại kỳ họp thứ 21 Hội đồng nhân dân tỉnh Tiền Giang khóa 7, ông Nguyễn Văn Danh, Phó Bí thư thường trực Tỉnh ủy Tiền Giang đã được bầu làm Chủ tịch Hội đồng nhân dân tỉnh Tiền Giang khóa 7 nhiệm kỳ 2004-2011. Người tiền nhiệm ông là ông Đỗ Tấn Minh được miễn nhiệm vì nghỉ hưu theo quy định. Trình độ chuyên môn của ông Danh lúc này là đại học chính trị, trung cấp kế toán, nghiệp vụ tổ chức kiểm tra, công tác tổ chức xây dựng Đảng Cộng sản Việt Nam, kiến thức quốc phòng an ninh.
Ngày 22 tháng 5 năm 2011, ông trúng cử đại biểu Quốc hội Việt Nam khóa 13 nhiệm kì 2011-2016 thuộc đoàn đại biểu tỉnh Tiền Giang với tỉ lệ 62,83% số phiếu hợp lệ. Lúc này ông là Phó Bí thư Thường trực Tỉnh ủy; Chủ tịch Hội đồng nhân dân tỉnh Tiền Giang. Sau đó, ông được bầu làm Trưởng Đoàn Đại biểu Quốc hội Việt Nam khóa 13 tỉnh Tiền Giang; Ủy viên Ủy ban Pháp luật của Quốc hội khóa 13.
Ngày 21 tháng 10 năm 2015, tại Đại hội Đảng bộ tỉnh Tiền Giang lần thứ 10 nhiệm kỳ 2015 – 2020, ông được bầu làm Bí thư Tỉnh ủy Tiền Giang.
Ngày 26 tháng 1 năm 2016, ông được bầu làm ủy viên Ban Chấp hành Trung ương Đảng Cộng sản Việt Nam khóa XII nhiệm kì 2016-2021.
Ngày 22 tháng 6 năm 2016, tại kỳ họp thứ nhất Hội đồng nhân dân tỉnh Tiền Giang khóa 9, ông tái đắc cử chức vụ Chủ tịch Hội đồng nhân dân tỉnh Tiền Giang khóa 9 nhiệm kỳ 2016-2021.
Ngày 23 tháng 5 năm 2021, ông trúng cử đại biểu Quốc hội Việt Nam khóa XV nhiệm kì 2021-2026 thuộc đoàn đại biểu tỉnh Tiền Giang. Sau đó, ông được bầu làm Trưởng Đoàn đại biểu Quốc hội Việt Nam khóa XV tỉnh Tiền Giang.

## Bê bối

### Vụ BOT Cai Lậy
Ông Nguyễn Văn Danh là Trưởng đoàn Đại biểu Quốc hội khóa 13 nhiệm kì 2011-2016 tỉnh Tiền Giang. Đoàn Đại biểu Quốc hội khóa 13 Tiền Giang gồm 8 người là Nguyễn Văn Danh, Huỳnh Văn Tính, Nguyễn Hữu Hùng, Nguyễn Văn Tiên, Trần Quốc Vượng, Trần Văn Lan, Trần Văn Tấn, Trương Thị Thu Trang.
Ngày 6 tháng 11 năm 2013, ông đã kí văn bản số 379/ĐĐBQH-VP gửi Bộ Giao thông Vận tải Việt Nam thay mặt Đoàn Đại biểu Quốc hội tỉnh Tiền Giang đồng ý vị trí đặt trạm thu phí tuyến tránh thị trấn Cai Lậy trên Quốc lộ 1 tại lý trình Km 1999+900 thuộc địa phận xã Phú An, huyện Cai Lậy, tỉnh Tiền Giang. Ngoài ra văn bản còn kiến nghị rõ "kết hợp tăng cường mặt đường qua Cai Lậy".